# Bödekerstraße 58

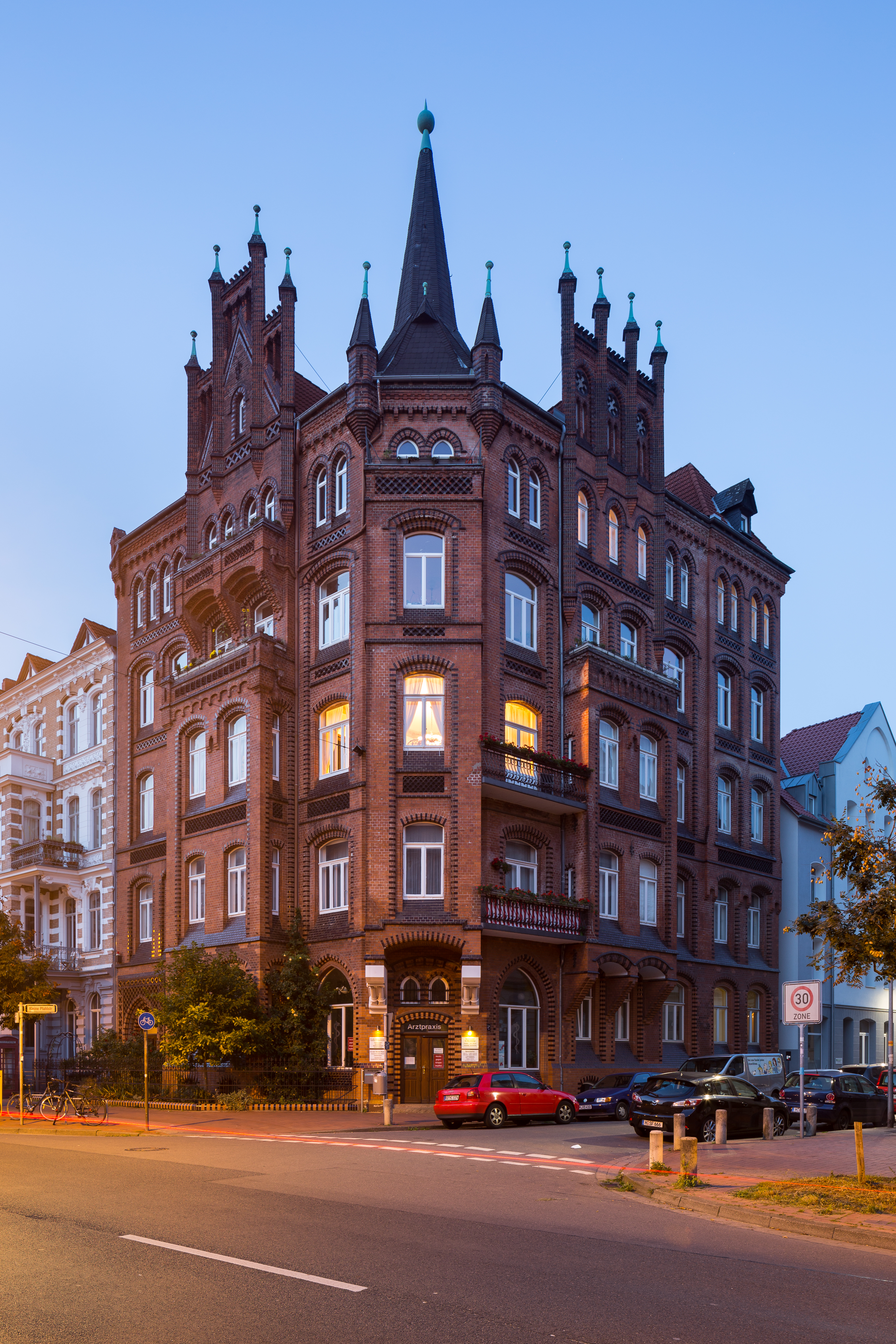
Das sanierte neugotische Wohn- und Geschäftsgebäude Bödekerstraße 58 Ecke Kleine Pfahlstraße in der Oststadt von Hannover

Das Gebäude Bödekerstraße 58 in Hannover ist ein in Backstein errichtetes Wohn- und Geschäftshaus. Das Ende des 19. Jahrhunderts im neugotischen Stil errichtete, heute denkmalgeschützte Gebäude in der Bödekerstraße Ecke Kleine Pfahlstraße findet sich im hannoverschen Stadtteil Oststadt.

## Geschichte und Beschreibung
Das Eckgebäude wurde in der Gründerzeit des Deutschen Kaiserreichs nach Plänen des Architekten Johannes Franziskus Klomp ab 1894 errichtet, eines Schülers von Conrad Wilhelm Hase, für den Kapitän a. D. Wilhelm Boehme sowie Wilhelm Kröpcke, den ehemaligen Oberkellner des dann nach ihm benannten Café Kröpcke und heutigen Platzes Kröpcke. Die eigentliche Fertigstellung des Hauses erfolgte in den Jahren von 1895 bis 1897.
Die Luftangriffe auf Hannover im Zweiten Weltkrieg überstand das Gebäude unbeschadet. Während der Ende der 1960er Jahre einsetzenden „Betonbauwut“ ließen die Baubehörden im Jahr 1969 zu, dass das Erdgeschoss im Auftrag der damaligen Stadtsparkasse mit hellgrauen Platten aus Waschbeton verkleidet wurde.
Nachdem im Jahr 2001 die Stadtsparkasse das Parterre wieder geräumt hatte, investierte der seinerzeitige Eigentümer des Hauses, Rolf-Günter Schmedes, unterstützt durch einen Zuschuss von 10 % durch die Denkmalpflege, mehr als 150.000,- Euro in die nahezu originalgetreue Wiederherstellung des Erdgeschosses. Nach Entfernung der Waschbetonplatten wurden rund 8500 manuell hergestellte Klinker in 18 verschiedenen Formen und Farben zur Wiederherstellung der Ziegelwände und Spitzbogenfenster des Gebäudes verwendet, später auch der verschwundene ehemalige Vorgarten des Gebäudes wieder eingerichtet.
Der damalige Hausbesitzer Rolf-Günter Schmedes, Hauptgeschäftsführer der Industrie- und Handelskammer Hannover sowie Direktor einer Bürgschaftsbank, wurde für ein Engagement als beispielhaft im Sinne der Verschönerung des Stadtbildes der niedersächsischen Landeshauptstadt ausgezeichnet. Ihm verlieh der Freundeskreis Hannover am 5. März 2003  den Stadtkulturpreis. Mit dem damit verbundenen gesplittetem Preisgeld in Höhe von seinerzeit 2000,- Euro gab der Laudator Erwin Schütterle während der Preisverleihung der Hoffnung Ausdruck, „[...] daß der Besitzer damit die von der Stadt gewünschte Gedenktafel beschaffen“ könne.

## Archivalien
28 Originalzeichnungen des Gebäudes von der Hand des Architekten Klomp befinden sich im Architekturmuseum der Technischen Universität Berlin.